# Angkaol
Angkaol es una comuna (khum) del distrito de Damnak Chang´aeur, en la provincia de Kep, Camboya. En marzo de 2008 tenía una población estimada de 7464 habitantes.
Se encuentra ubicada al sur del país, junto a la costa del golfo de Tailandia y cerca de la frontera con Vietnam.